# Jean-Baptiste Lalanne
Juan Bautista Lalanne (Jean-Baptiste Lalanne) (Burdeos, 7 de octubre de 1795 - † Besançon, 23 de mayo de 1879). 
Primer religioso marianista, hombre de ciencias, orador, escritor y mano derecha del Beato Guillermo José Chaminade, fundador de la Compañía de María.
Durante la Restauración formó parte de la Sociedad de los Quince, formada por congregantes que profesaron votos privados compaginando la vida religiosa con sus ocupaciones laborales. El 1 de mayo de 1817 se presenta en Burdeos a Chaminade con la intención de ofrecerse para compartir y consagrar su vida a los proyectos religiosos que este le proponga. Es el momento de la fundación de la Compañía de María. Pronto se incorporarán otros cinco jóvenes formando la primera congregación marianista. 
Lalanne dedicó su vida a la Compañía de María y a la docencia, siempre en los colegios que fundó la orden en Francia.